# Hyperbaena jalcomulcensis
Hyperbaena jalcomulcensis là một loài thực vật có hoa trong họ Biển bức cát. Loài này được Pérez & Cast.-Campos mô tả khoa học đầu tiên năm 1988.